# William Craven, 5. Earl of Craven

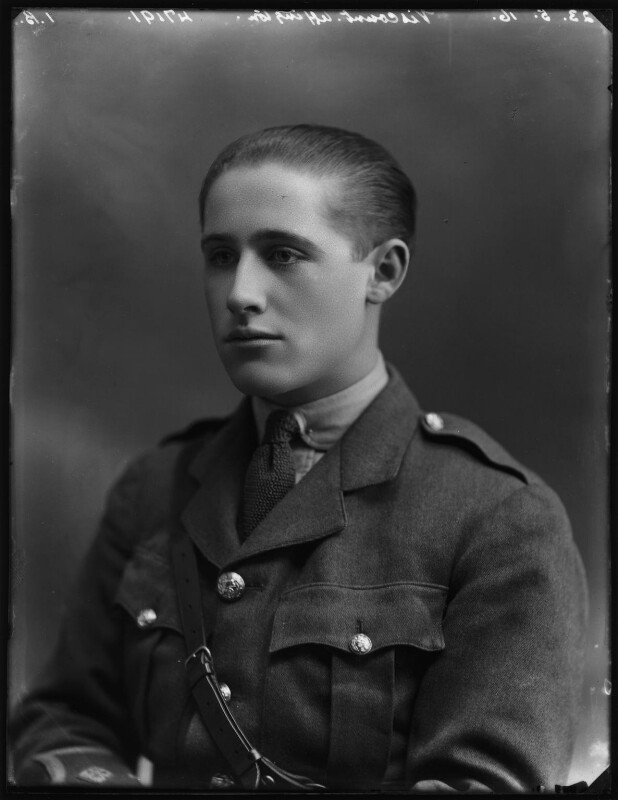
William Craven, 5. Earl of Craven, 1916

William George Bradley Craven, 5. Earl of Craven (* 31. Juli 1897 in Combe Abbey, Warwickshire; † 15. September 1932 in Pau, Frankreich) war ein britischer Peer.

## Leben
William Craven war das einzige Kind des William Craven, 4. Earl of Craven (1868–1921) aus dessen Ehe mit der US-Amerikanerin Cornelia Martin (1877–1961). Als Heir apparent seines Vaters führte er zu dessen Lebzeiten den Höflichkeitstitel Viscount Uffington.
Er besuchte das Eton College. Während des Ersten Weltkriegs diente er als Lieutenant des 3. Bataillons des Hampshire Regiment in der British Army. Er wurde im Kampf schwer verwundet und verlor ein Bein. Während des Krieges hatte er am 16. Oktober 1916 Mary Williamina George († 1974) aus Invergordon in Schottland geheiratet.
Als sein Vater 1921 bei einer Segelregatta ertrank, erbte er dessen Adelstitel als 5. Earl of Craven, 6. Viscount Uffington, und 11. Baron Craven und wurde dadurch Mitglied des House of Lords. Zudem erbte er die umfangreichen Ländereien seines Vaters.
Während eines Aufenthalts in den Pyrenäen starb er 1932 im Alter von 35 Jahren an einer Bauchfellentzündung, woraufhin sein minderjähriges einziges Kind William Robert Bradley Craven (1917–1965) seine Titel als 6. Earl of Craven erbte.